# Angustithorax spiniger
Angustithorax spiniger Massa, 2015 è un insetto ortottero della famiglia Tettigoniidae, diffuso in Africa centrale. È l'unica specie nota del genere Angustithorax Massa, 2015.